# Шуберт, Михаил
Михаил Шуберт (18 апреля 1787, Зомбки — 5 мая 1860, Плоцк) — польский биолог и ботаник, общественный и религиозный деятель, педагог.

## Биография
По окончании в 1808 году курса в варшавском лицее был отправлен в Париж для усовершенствования в ботанике. Занимаясь там в продолжение 4-х лет, он собрал большой гербарий, включавший более 7000 видов растений. Вернувшись в Варшаву в 1813 году, он получил место профессора науки лесоводства в училище права и администрации; в 1818 году получил кафедру лесоводства в учреждённом только что (на тот момент) училище лесоводства.
В том же году стал деканом физико-математического факультета в университете; с 1825 года — директор созданного в 1818 году ботанического сада, который своим последующим развитием во многом обязан именно его деятельности. После закрытия университета Шуберт оставался на службе в качестве директора ботанического сада до 1846 году, когда его сменил Игнатий Ханус.
По вероисповеданию был лютеранином, принадлежал к лютеранской церкви Святой Троицы. С 1830 по 1834 год был президентом коллегии этой церкви. Похоронен на лютеранском кладбище Варшавы.
Его главные труды: «Monografija sosny pospolitej» («Sylwan», 1820); «Rozprawa o składzie nasienia, początkowém rozrastaniu się zarodka etc.» («Roczniki T. W. P. N.», XVII, 1824); «Spis roślin ogrodu botanicznego królewskiego warszawskiego» (Варшава, 1820); «О składzie wewnętrznym roślin okażanym na bzie pospolitym» («Roczniki T. W. P. N.», XV); «Opisanie drzew i krzewów leśnych królewstwa polskiego» (Варшава, 1827) и другие работы.